# Distretto di Las Minas
Il distretto di Las Minas è un distretto di Panama nella provincia di Herrera con 7.551 abitanti al censimento 2010

## Geografia antropica

### Suddivisioni amministrative
Il distretto è suddiviso in sette comuni (corregimientos):
- Las Minas
- Chepo
- Chumical
- El Toro
- Leones
- Quebrada del Rosario
- Quebrada El Ciprián